# Vilseledande till tvångsäktenskapsresa
Vilseledande till tvångsäktenskapsresa är ett brott enligt svensk rätt. 
I brottsbalken 4 kap. 4 d § står det:
| ” | Den som genom vilseledande förmår en person att resa till en annan stat än den där han eller hon bor, i syfte att personen genom olaga tvång eller utnyttjande av hans eller hennes utsatta belägenhet ska förmås att ingå ett sådant äktenskap eller en sådan äktenskapsliknande förbindelse som avses i 4 c §, döms för vilseledande till tvångsäktenskapsresa till fängelse i högst två år. | „ |

## Bakgrund
Brottet är ett nära komplement till brottet tvångsäktenskap och tillkom 2014. Enligt brottsbeskrivningen följder straffansvar för den som genom vilseledande förmår en person att resa till en annan stat än den där han eller hon bor, i syfte att personen genom olaga tvång eller utnyttjande av hans eller hennes utsatta belägenhet ska förmås att ingå ett sådant äktenskap eller en sådan äktenskapsliknande förbindelse som avses i bestämmelsen om äktenskapstvång. 

## Påföljd
Straffet för brottet vilseledande till tvångsäktenskapsresa är fängelse i högst två år. 